# 라 콤파니
라 콤파니(영어: La Compagnie)는 프랑스의 부티크 항공사로 파리 오를리 공항에 허브 공항으로 쓰고 있으며, 파리 르부르제에 본사를 두고 있다. 모든 좌석을 비즈니스 클래스 항공편으로 운영한다.

## 역사
라 콤파니는 2013년에 드림젯으로 설립되었다. 프랑스 항공사 기업가 프랑츠 이블린에 의해 만들어지고 운영되었는데, 다른 몇몇 항공사들 중에서 피터 루에티, 얀 푸두엘렉, 프랑수아 레드룩, 니콜라스 주르치크, 피에르 후게스 슈미트가 진정한 저가 구조로 모든 비즈니스 클래스 항공사를 만들기를 희망하여, 비즈니스 클래스 요금을 대폭 저렴하게 제공하였다.
이 항공사의 첫 4년 간 최고 경영자는 2016년 말까지 설립자인 프란츠 이블린이었다. 라 콤파니 이전에는 프란츠 이블린도 브리티시 항공사에 매각되어 후에 오픈스카이스가 된 라비온의 창시자였다. 이블린의 대리인은 인도 항공사 제트 에어웨이스의 전 ceo인 피터 루에티였다.
새로운 이름인 라 콤파니로 이미 정해진 첫 번째 수익 비행. 더 컴퍼니는 2014년 7월 21일 보잉 757-200을 이용해 샤를 드 골 공항에서 뉴어크 리버티 국제공항까지 운행했다. 2015년 4월 24일, 항공사는 런던 루턴 공항에서 뉴어크로 가는 두 번째 예정 노선을 시작했다.
2016년 4월, Frantz Yvelin은 라 콤파니가 에어버스 A321neo 항공기로 비행대 갱신과 확장을 고려하고 있다고 발표했는데, 이후 2017년 9월 에어버스 A321neo 2대에 대한 주문으로 확인되었다. 2016년 9월 항공사는 브렉시트와 관련된 경제적 이유를 들어 런던 루턴에서 뉴어크로 가는 노선 중단과 대신 파리 샤를 드 골 국제공항과 뉴어크 사이에서 제2의 일일 주파수를 띄우겠다는 의도를 발표했다. 2016년 12월, 프랑츠 이블린이 설립·운영한 라 콤파니의 단독 지주회사인 드림젯 분사(Dreamjet Injectionments)는 XL 에어웨이즈 프랑스의 지주회사인 XL 그룹의 100%를 인수하여, 양 항공사가 2018년 9월 12일까지 거래를 완료하는 등 힘을 합쳤다.
2017년 9월 이 항공사는 연간 4만 달러의 비용이 드는 뉴어크~파리(오를리) 노선에 대해 모든 이용권을 제공한다고 발표했다.
라 콤파니는 2018년 4월 파리공장을 샤를 드 골 공항에서 오를리 공항으로 이전했다. 2018년 12월 5일, 항공사는 2019년 5월 6일 뉴어크에서 니스 코트다쥐르 공항으로 새로운 시즌 서비스를 개시한다고 발표했다. 또한 2019년 5월, 항공사는 첫 에어버스 A321neo를 인도받았다. 2019년 9월 항공사는 두 번째 에어버스 A321neo를 인도받았고, 이후 2019년 10월 말까지 보잉 757기를 모두 퇴역시켰다.
2020년 3월, 라 콤파니는 코로나바이러스가 발생하면서 그 달 18일부로 운영을 중단할 것이라고 발표했고, 2021년 7월 18일부터 운항을 재개하면서 뉴어크 이외에도 텔아비브, 밀라노를 취항할 예정이다.

## 운항 노선
- 2021년 7월 기준으로 라 콤파니는 다음과 같이 운항하고 있다.

## 보유 기종
- 2020년 8월 기준으로 라 콤파니는 다음과 같이 보유하고 있다.

## 사진

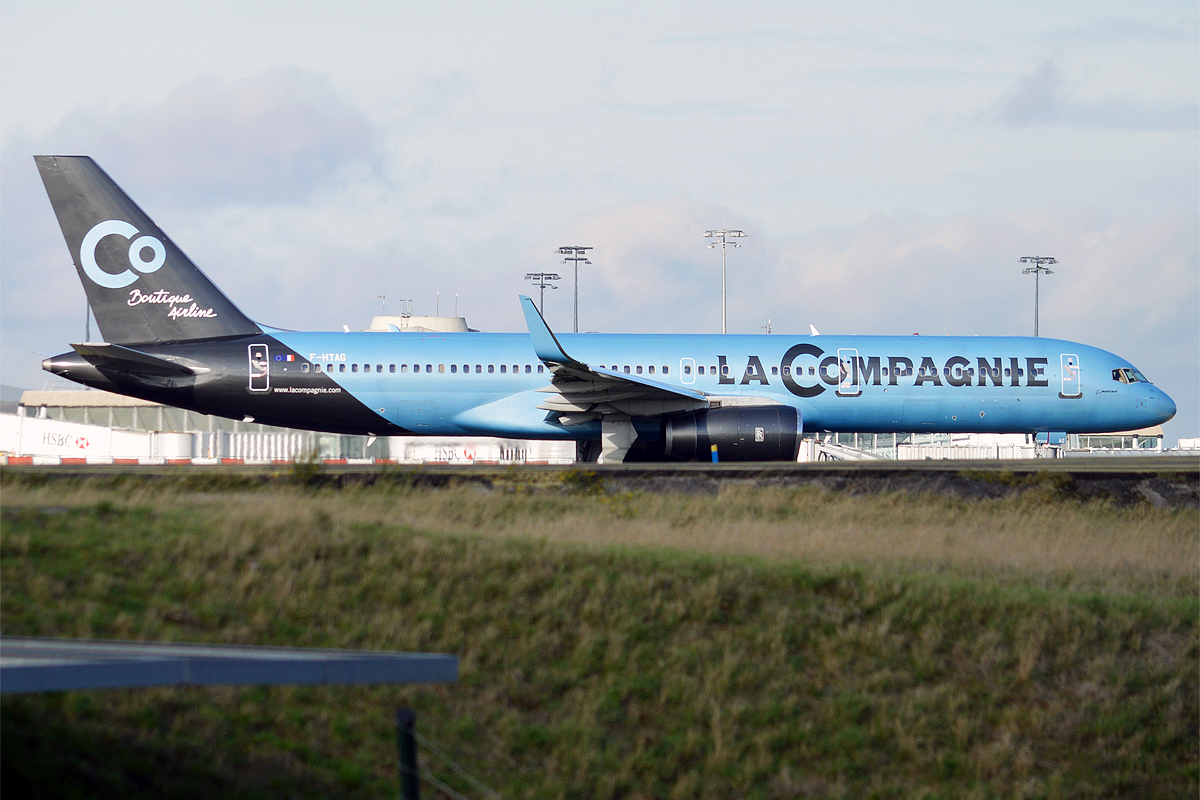
라 콤파니의 보잉 757-200(퇴역)
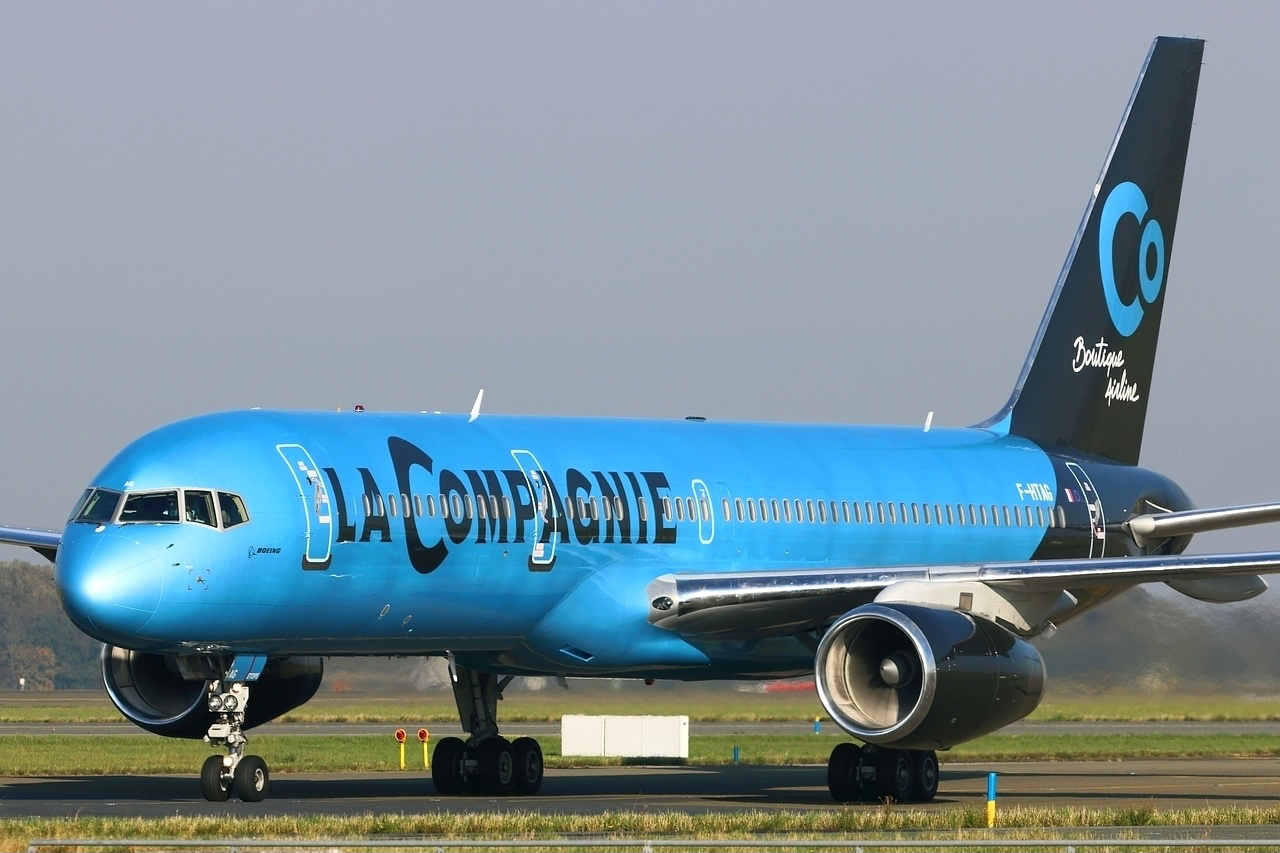
라 콤파니의 보잉 757-200(퇴역)